# Psathyropus koyamai
Psathyropus koyamai is een hooiwagen uit de familie Sclerosomatidae.